# Aussivik 77
Aussivik 77 er en dansk dokumentarfilm med instruktion og manuskript af Mike Siegstad.

## Handling
I 1721 kom civilisationen til Grønland, men for den hvide mand var det en selvfølge, at Grønland udelukkende var til for ham. Der blev bygget fabrikker, boligkaréer skød op for øjnene af grønlænderne, befolkningen blev flyttet til centrale byer. Men grønlænderne begyndte at spørge hinanden, om det var den fremtid, de ønskede. Unge grønlændere tog initiativet til genoptagelse af inuitternes gamle tradition, Aussivik: Sommerstedet. Nu skulle Aussivik være et forum til at diskutere Grønlands fremtid i, og man besluttede at lægge 1977-Aussivik i kulminebyen Qutdligssat, som var blevet lukket af danskerne.